# بلیرزدن (کالیفرنیا)
بلیرزدن (به انگلیسی: Blairsden) یک منطقهٔ مسکونی در ایالات متحده آمریکا است که در شهرستان پلوماس، کالیفرنیا واقع شده‌است. بلیرزدن ۱٫۴۰ کیلومتر مربع مساحت و ۳٬۸۷۹ نفر جمعیت دارد و ۱٬۳۴۰ متر بالاتر از سطح دریا واقع شده‌است.